# Tour de Thuringe féminin 2017
La 30e édition du Tour de Thuringe féminin, rebatipsé pour l'occasion Lotto Thuringe Ladies Tour, a lieu du 12 au 18 juillet 2017. La course fait partie du calendrier UCI féminin en catégorie 2.1.
Le prologue est remporté par Lisa Brennauer. Le lendemain, sa coéquipière Tiffany Cromwell part dans le final et parvient à s'imposer. Lors de l'étape passant sur le Hanka Berg, une échappée se dispute la victoire. Lex Albrecht se montre la plus rapide dans l'ascension finale pour gagner l'étape. Sur la troisième étape, Hayley Simmonds réalise un long effort solitaire et se fois récompensée par la victoire d'étape et le maillot jaune. Elle le perd cependant le lendemain dans le contre-la-montre remporté par Lauren Stephens, où Lisa Brennauer récupère la tête du classement général. La cinquième étape est marquée par la chute dans le final de Ruth Winder et Katherine Hall qui devaient se disputer la victoire. Tayler Wiles profite de l'aubaine et lève les bras. Sur l'ultime étape, une échappée parvient au but. Skylar Schneider s'adjuge la victoire. Au classement général final, Lisa Brennauer gagne devant Ellen van Dijk et Hayley Simmonds. Elle est également vainqueur du classement de la meilleure Allemande. Eugenia Bujak gagne le classement des sprints, Tayler Wiles celui de la montagne et Emma White celui de la meilleure jeune. Canyon-SRAM Racing est la meilleure équipe.

## Présentation

### Parcours
Cette édition se déroule en un prologue et six étapes.

### Équipes
| Équipes féminines professionnelles (9)- BePink Cogeas - Bizkaia-Durango - BTC City Ljubljana - Canyon-SRAM - Drops - Parkhotel Valkenburg-Destil Cycling Team - Team Tibco-Silicon Valley Bank - UnitedHealthcare - Team WNT Équipes nationales (6)- Allemagne - Australie - États-Unis - Norvège - Pays-Bas - Pologne Équipe féminines amateur (3)- d.velop cloud-cycle cafe ladies - Maxx-Solar - Storey |
| |

## Étapes
| Étape     | Date      | Villes étapes           | type                        | Distance (km) | Vainqueur d'étape | Leader du classement général |
| --------- | --------- | ----------------------- | --------------------------- | ------------- | ----------------- | ---------------------------- |
| Prologue  | 12 juill. | Gera – Gera             | prologue                    | 6,1           | Lisa Brennauer    | Lisa Brennauer               |
| 1re étape | 13 juill. | Schleiz – Schleiz       | étape vallonnée             | 124,8         | Tiffany Cromwell  | Lisa Brennauer               |
| 2e étape  | 14 juill. | Dörtendorf – Dörtendorf | étape vallonnée             | 102,9         | Lex Albrecht      | Lisa Brennauer               |
| 3e étape  | 15 juill. | Weimar – Weimar         | étape vallonnée             | 124           | Hayley Simmonds   | Hayley Simmonds              |
| 4e étape  | 16 juill. | Schmölln – Schmölln     | contre-la-montre individuel | 18,7          | Lauren Stephens   | Lisa Brennauer               |
| 5e étape  | 17 juill. | Greiz – Greiz           | étape vallonnée             | 108,3         | Tayler Wiles      | Lisa Brennauer               |
| 6e étape  | 18 juill. | Gotha – Gotha           | étape vallonnée             | 80,5          | Skylar Schneider  | Lisa Brennauer               |

## Déroulement de la course

### Prologue
Alors que la chaussée, largement pavée, est mouillée, Lisa Brennauer s'impose avec douze secondes d'avance sur Amy Pieters,.
| \| Classement de l'étape \| Classement de l'étape \| Classement de l'étape \| Classement de l'étape \| Classement de l'étape \| \| Coureuse \| Coureuse \| Pays \| Équipe \| Temps \| \| --------------------- \| --------------------- \| --------------------- \| ----------------------------- \| --------------------- \| \| 1re \| Lisa Brennauer \| Allemagne \| Canyon-SRAM Racing \| 8 min 52 s \| \| 2e \| Amy Pieters \| Pays-Bas \| Pays-Bas \| + 12 s \| \| 3e \| Olga Zabelinskaïa \| Russie \| BePink Cogeas \| + 14 s \| \| 4e \| Elizabeth-Jane Harris \| Royaume-Uni \| Storey Racing \| + 15 s \| \| 5e \| Ellen van Dijk \| Pays-Bas \| Pays-Bas \| + 16 s \| \| 6e \| Eugenia Bujak \| Pologne \| BTC City Ljubljana \| + 17 s \| \| 7e \| Roxane Knetemann \| Pays-Bas \| Pays-Bas \| + 17 s \| \| 8e \| Tayler Wiles \| États-Unis \| UnitedHealthcare Women's Team \| + 19 s \| \| 9e \| Trixi Worrack \| Allemagne \| Canyon-SRAM Racing \| + 20 s \| \| 10e \| Mieke Kröger \| Allemagne \| Canyon-SRAM Racing \| + 20 s \| |                       |             |                               |            |
| |                       |             |                               |            |
| Sources : ProCyclingStats Cycling Quotient |                       |             |                               |            |
| Classement de l'étape |                       |             |                               |            |
| Coureuse | Coureuse              | Pays        | Équipe                        | Temps      |
| 1re | Lisa Brennauer        | Allemagne   | Canyon-SRAM Racing            | 8 min 52 s |
| 2e | Amy Pieters           | Pays-Bas    | Pays-Bas                      | + 12 s     |
| 3e | Olga Zabelinskaïa     | Russie      | BePink Cogeas                 | + 14 s     |
| 4e | Elizabeth-Jane Harris | Royaume-Uni | Storey Racing                 | + 15 s     |
| 5e | Ellen van Dijk        | Pays-Bas    | Pays-Bas                      | + 16 s     |
| 6e | Eugenia Bujak         | Pologne     | BTC City Ljubljana            | + 17 s     |
| 7e | Roxane Knetemann      | Pays-Bas    | Pays-Bas                      | + 17 s     |
| 8e | Tayler Wiles          | États-Unis  | UnitedHealthcare Women's Team | + 19 s     |
| 9e | Trixi Worrack         | Allemagne   | Canyon-SRAM Racing            | + 20 s     |
| 10e | Mieke Kröger          | Allemagne   | Canyon-SRAM Racing            | + 20 s     |

| \| Classement général \| Classement général \| Classement général \| Classement général \| Classement général \| \| Coureuse \| Coureuse \| Pays \| Équipe \| Temps \| \| ------------------ \| --------------------- \| ------------------ \| ----------------------------- \| ------------------ \| \| 1re \| Lisa Brennauer \| Allemagne \| Canyon-SRAM Racing \| 8 min 52 s \| \| 2e \| Amy Pieters \| Pays-Bas \| Pays-Bas \| + 12 s \| \| 3e \| Olga Zabelinskaïa \| Russie \| BePink Cogeas \| + 14 s \| \| 4e \| Elizabeth-Jane Harris \| Royaume-Uni \| Storey Racing \| + 15 s \| \| 5e \| Ellen van Dijk \| Pays-Bas \| Pays-Bas \| + 16 s \| \| 6e \| Eugenia Bujak \| Pologne \| BTC City Ljubljana \| + 17 s \| \| 7e \| Roxane Knetemann \| Pays-Bas \| Pays-Bas \| + 17 s \| \| 8e \| Tayler Wiles \| États-Unis \| UnitedHealthcare Women's Team \| + 19 s \| \| 9e \| Trixi Worrack \| Allemagne \| Canyon-SRAM Racing \| + 19 s \| \| 10e \| Mieke Kröger \| Allemagne \| Canyon-SRAM Racing \| + 20 s \| |                       |             |                               |            |
| |                       |             |                               |            |
| Sources : ProCyclingStats Cycling Quotient |                       |             |                               |            |
| Classement général |                       |             |                               |            |
| Coureuse | Coureuse              | Pays        | Équipe                        | Temps      |
| 1re | Lisa Brennauer        | Allemagne   | Canyon-SRAM Racing            | 8 min 52 s |
| 2e | Amy Pieters           | Pays-Bas    | Pays-Bas                      | + 12 s     |
| 3e | Olga Zabelinskaïa     | Russie      | BePink Cogeas                 | + 14 s     |
| 4e | Elizabeth-Jane Harris | Royaume-Uni | Storey Racing                 | + 15 s     |
| 5e | Ellen van Dijk        | Pays-Bas    | Pays-Bas                      | + 16 s     |
| 6e | Eugenia Bujak         | Pologne     | BTC City Ljubljana            | + 17 s     |
| 7e | Roxane Knetemann      | Pays-Bas    | Pays-Bas                      | + 17 s     |
| 8e | Tayler Wiles          | États-Unis  | UnitedHealthcare Women's Team | + 19 s     |
| 9e | Trixi Worrack         | Allemagne   | Canyon-SRAM Racing            | + 19 s     |
| 10e | Mieke Kröger          | Allemagne   | Canyon-SRAM Racing            | + 20 s     |

### 1reétape
La météo est clémente sur l'étape. Tayler Wiles passe en tête des différents grand-prix des monts, tandis qu'Amy Pieters s'assure le maillot des sprints. Le profil vallonné de l'étape réalise une sélection et elles ne sont plus qu'une cinquantaine dans le peloton dans le final. Tiffany Cromwell part seule dans le dernier virage et s'impose. Anna Zita Maria Stricker gagne le sprint du peloton devant Amy Pieters,.
| \| Classement de l'étape \| Classement de l'étape \| Classement de l'étape \| Classement de l'étape \| Classement de l'étape \| \| Coureuse \| Coureuse \| Pays \| Équipe \| Temps \| \| --------------------- \| ------------------------ \| --------------------- \| ----------------------------- \| --------------------- \| \| 1re \| Tiffany Cromwell \| Australie \| Canyon-SRAM Racing \| 3 h 34 min 05 s \| \| 2e \| Anna Zita Maria Stricker \| Italie \| BTC City Ljubljana \| + 3 s \| \| 3e \| Amy Pieters \| Pays-Bas \| Pays-Bas \| + 3 s \| \| 4e \| Katarzyna Pawłowska \| Pologne \| Pologne \| + 3 s \| \| 5e \| Ruth Edwards \| États-Unis \| UnitedHealthcare Women's Team \| + 3 s \| \| 6e \| Gracie Elvin \| Australie \| Australie \| + 3 s \| \| 7e \| Eva Buurman \| Pays-Bas \| Parkhotel Valkenburg-Destil \| + 3 s \| \| 8e \| Lisa Brennauer \| Allemagne \| Canyon-SRAM Racing \| + 3 s \| \| 9e \| Liane Lippert \| Allemagne \| Allemagne \| + 3 s \| \| 10e \| Demi de Jong \| Pays-Bas \| Parkhotel Valkenburg-Destil \| + 3 s \| |                          |            |                               |                 |
| |                          |            |                               |                 |
| Sources : ProCyclingStats Cycling Quotient |                          |            |                               |                 |
| Classement de l'étape |                          |            |                               |                 |
| Coureuse | Coureuse                 | Pays       | Équipe                        | Temps           |
| 1re | Tiffany Cromwell         | Australie  | Canyon-SRAM Racing            | 3 h 34 min 05 s |
| 2e | Anna Zita Maria Stricker | Italie     | BTC City Ljubljana            | + 3 s           |
| 3e | Amy Pieters              | Pays-Bas   | Pays-Bas                      | + 3 s           |
| 4e | Katarzyna Pawłowska      | Pologne    | Pologne                       | + 3 s           |
| 5e | Ruth Edwards             | États-Unis | UnitedHealthcare Women's Team | + 3 s           |
| 6e | Gracie Elvin             | Australie  | Australie                     | + 3 s           |
| 7e | Eva Buurman              | Pays-Bas   | Parkhotel Valkenburg-Destil   | + 3 s           |
| 8e | Lisa Brennauer           | Allemagne  | Canyon-SRAM Racing            | + 3 s           |
| 9e | Liane Lippert            | Allemagne  | Allemagne                     | + 3 s           |
| 10e | Demi de Jong             | Pays-Bas   | Parkhotel Valkenburg-Destil   | + 3 s           |

| \| Classement général \| Classement général \| Classement général \| Classement général \| Classement général \| \| Coureuse \| Coureuse \| Pays \| Équipe \| Temps \| \| ------------------ \| ------------------- \| ------------------ \| ----------------------------- \| ------------------ \| \| 1re \| Lisa Brennauer \| Allemagne \| Canyon-SRAM Racing \| 3 h 42 min 57 s \| \| 2e \| Amy Pieters \| Pays-Bas \| Pays-Bas \| + 4 s \| \| 3e \| Eugenia Bujak \| Pologne \| BTC City Ljubljana \| + 16 s \| \| 4e \| Olga Zabelinskaïa \| Russie \| BePink Cogeas \| + 17 s \| \| 5e \| Ellen van Dijk \| Pays-Bas \| Pays-Bas \| + 19 s \| \| 6e \| Roxane Knetemann \| Pays-Bas \| Pays-Bas \| + 20 s \| \| 7e \| Tayler Wiles \| États-Unis \| UnitedHealthcare Women's Team \| + 22 s \| \| 8e \| Katarzyna Pawłowska \| Pologne \| Boels Dolmans \| + 23 s \| \| 9e \| Trixi Worrack \| Allemagne \| Canyon-SRAM Racing \| + 23 s \| \| 10e \| Emma White \| États-Unis \| Rally Cycling \| + 24 s \| |                     |            |                               |                 |
| |                     |            |                               |                 |
| Sources : ProCyclingStats Cycling Quotient |                     |            |                               |                 |
| Classement général |                     |            |                               |                 |
| Coureuse | Coureuse            | Pays       | Équipe                        | Temps           |
| 1re | Lisa Brennauer      | Allemagne  | Canyon-SRAM Racing            | 3 h 42 min 57 s |
| 2e | Amy Pieters         | Pays-Bas   | Pays-Bas                      | + 4 s           |
| 3e | Eugenia Bujak       | Pologne    | BTC City Ljubljana            | + 16 s          |
| 4e | Olga Zabelinskaïa   | Russie     | BePink Cogeas                 | + 17 s          |
| 5e | Ellen van Dijk      | Pays-Bas   | Pays-Bas                      | + 19 s          |
| 6e | Roxane Knetemann    | Pays-Bas   | Pays-Bas                      | + 20 s          |
| 7e | Tayler Wiles        | États-Unis | UnitedHealthcare Women's Team | + 22 s          |
| 8e | Katarzyna Pawłowska | Pologne    | Boels Dolmans                 | + 23 s          |
| 9e | Trixi Worrack       | Allemagne  | Canyon-SRAM Racing            | + 23 s          |
| 10e | Emma White          | États-Unis | Rally Cycling                 | + 24 s          |

### 2eétape
Une échappée de onze coureuses se forme durant l'étape. Il s'agit de : Trixi Worrack, Romy Kasper, Lex Albrecht, Tayler Wiles, Roxane Knetemann, Anna Christian, Ilaria Sanguineti, Shannon Malseed, Marta Lach, Jacqueline Dietrich et Lucy Kennedy. L'étape se conclut par la montée de l'Hanka-Berg, surnom du Dörtendorfer Berg. L'échappée ne compte plus qu'une faible avance à son pied. Lex Albrecht se montre la plus rapide et remporte l'étape devant Marta Lach et Romy Kasper,.
| \| Classement de l'étape \| Classement de l'étape \| Classement de l'étape \| Classement de l'étape \| Classement de l'étape \| \| Coureuse \| Coureuse \| Pays \| Équipe \| Temps \| \| --------------------- \| --------------------- \| --------------------- \| ----------------------------- \| --------------------- \| \| 1re \| Lex Albrecht \| Canada \| Tibco-Silicon Valley Bank \| 2 h 44 min 26 s \| \| 2e \| Marta Lach \| Pologne \| Pologne \| + 2 s \| \| 3e \| Romy Kasper \| Allemagne \| Allemagne \| + 6 s \| \| 4e \| Tayler Wiles \| États-Unis \| UnitedHealthcare Women's Team \| + 11 s \| \| 5e \| Roxane Knetemann \| Pays-Bas \| Pays-Bas \| + 11 s \| \| 6e \| Ilaria Sanguineti \| Italie \| BePink Cogeas \| + 18 s \| \| 7e \| Trixi Worrack \| Allemagne \| Canyon-SRAM Racing \| + 18 s \| \| 8e \| Lucy Kennedy \| Australie \| Australie \| + 23 s \| \| 9e \| Shannon Malseed \| Australie \| Australie \| + 26 s \| \| 10e \| Katarzyna Pawłowska \| Pologne \| Pologne \| + 28 s \| |                     |            |                               |                 |
| |                     |            |                               |                 |
| Source : ProCyclingStats |                     |            |                               |                 |
| Classement de l'étape |                     |            |                               |                 |
| Coureuse | Coureuse            | Pays       | Équipe                        | Temps           |
| 1re | Lex Albrecht        | Canada     | Tibco-Silicon Valley Bank     | 2 h 44 min 26 s |
| 2e | Marta Lach          | Pologne    | Pologne                       | + 2 s           |
| 3e | Romy Kasper         | Allemagne  | Allemagne                     | + 6 s           |
| 4e | Tayler Wiles        | États-Unis | UnitedHealthcare Women's Team | + 11 s          |
| 5e | Roxane Knetemann    | Pays-Bas   | Pays-Bas                      | + 11 s          |
| 6e | Ilaria Sanguineti   | Italie     | BePink Cogeas                 | + 18 s          |
| 7e | Trixi Worrack       | Allemagne  | Canyon-SRAM Racing            | + 18 s          |
| 8e | Lucy Kennedy        | Australie  | Australie                     | + 23 s          |
| 9e | Shannon Malseed     | Australie  | Australie                     | + 26 s          |
| 10e | Katarzyna Pawłowska | Pologne    | Pologne                       | + 28 s          |

| \| Classement général \| Classement général \| Classement général \| Classement général \| Classement général \| \| Coureuse \| Coureuse \| Pays \| Équipe \| Temps \| \| ------------------ \| ------------------- \| ------------------ \| ----------------------------- \| ------------------ \| \| 1re \| Lisa Brennauer \| Allemagne \| Canyon-SRAM Racing \| 6 h 27 min 47 s \| \| 2e \| Amy Pieters \| Pays-Bas \| Pays-Bas \| + 3 s \| \| 3e \| Roxane Knetemann \| Pays-Bas \| Pays-Bas \| + 7 s \| \| 4e \| Tayler Wiles \| États-Unis \| UnitedHealthcare Women's Team \| + 9 s \| \| 5e \| Lex Albrecht \| Canada \| Tibco-Silicon Valley Bank \| + 13 s \| \| 6e \| Trixi Worrack \| Allemagne \| Canyon-SRAM Racing \| + 14 s \| \| 7e \| Romy Kasper \| Allemagne \| Allemagne \| + 18 s \| \| 8e \| Ellen van Dijk \| Pays-Bas \| Pays-Bas \| + 23 s \| \| 9e \| Katarzyna Pawłowska \| Pologne \| Pologne \| + 25 s \| \| 10e \| Eugenia Bujak \| Pologne \| BTC City Ljubljana \| + 25 s \| |                     |            |                               |                 |
| |                     |            |                               |                 |
| Source : ProCyclingStats |                     |            |                               |                 |
| Classement général |                     |            |                               |                 |
| Coureuse | Coureuse            | Pays       | Équipe                        | Temps           |
| 1re | Lisa Brennauer      | Allemagne  | Canyon-SRAM Racing            | 6 h 27 min 47 s |
| 2e | Amy Pieters         | Pays-Bas   | Pays-Bas                      | + 3 s           |
| 3e | Roxane Knetemann    | Pays-Bas   | Pays-Bas                      | + 7 s           |
| 4e | Tayler Wiles        | États-Unis | UnitedHealthcare Women's Team | + 9 s           |
| 5e | Lex Albrecht        | Canada     | Tibco-Silicon Valley Bank     | + 13 s          |
| 6e | Trixi Worrack       | Allemagne  | Canyon-SRAM Racing            | + 14 s          |
| 7e | Romy Kasper         | Allemagne  | Allemagne                     | + 18 s          |
| 8e | Ellen van Dijk      | Pays-Bas   | Pays-Bas                      | + 23 s          |
| 9e | Katarzyna Pawłowska | Pologne    | Pologne                       | + 25 s          |
| 10e | Eugenia Bujak       | Pologne    | BTC City Ljubljana            | + 25 s          |

### 3eétape
L'échappée du jour est constituée de Lauren Hall, Hannah Arensman, Roos Hoogeboom, Shannon Malseed, Aafke Soet et Ingrid Drexel. Plus loin, Alison Jackson rejoint le groupe. Dans l'ultime ascension vers Buchenwald, Hayley Simmonds part seule. Ses qualités de rouleuse lui permettent de se maintenir en tête jusqu'à l'arrivée à Weimar. Elle s'empare également du maillot jaune.
| \| Classement de l'étape \| Classement de l'étape \| Classement de l'étape \| Classement de l'étape \| Classement de l'étape \| \| Coureuse \| Coureuse \| Pays \| Équipe \| Temps \| \| --------------------- \| ------------------------ \| --------------------- \| --------------------------- \| --------------------- \| \| 1re \| Hayley Simmonds \| Royaume-Uni \| Team WNT \| 3 h 21 min 28 s \| \| 2e \| Eugenia Bujak \| Pologne \| BTC City Ljubljana \| + 53 s \| \| 3e \| Katarzyna Pawłowska \| Pologne \| Pologne \| + 53 s \| \| 4e \| Ilaria Sanguineti \| Italie \| BePink Cogeas \| + 53 s \| \| 5e \| Ellen van Dijk \| Pays-Bas \| Pays-Bas \| + 53 s \| \| 6e \| Alison Jackson \| Canada \| BePink Cogeas \| + 53 s \| \| 7e \| Tiffany Cromwell \| Australie \| Canyon-SRAM Racing \| + 53 s \| \| 8e \| Gracie Elvin \| Australie \| Australie \| + 53 s \| \| 9e \| Anna Zita Maria Stricker \| Italie \| BTC City Ljubljana \| + 53 s \| \| 10e \| Demi de Jong \| Pays-Bas \| Parkhotel Valkenburg-Destil \| + 53 s \| |                          |             |                             |                 |
| |                          |             |                             |                 |
| Source : ProCyclingStats |                          |             |                             |                 |
| Classement de l'étape |                          |             |                             |                 |
| Coureuse | Coureuse                 | Pays        | Équipe                      | Temps           |
| 1re | Hayley Simmonds          | Royaume-Uni | Team WNT                    | 3 h 21 min 28 s |
| 2e | Eugenia Bujak            | Pologne     | BTC City Ljubljana          | + 53 s          |
| 3e | Katarzyna Pawłowska      | Pologne     | Pologne                     | + 53 s          |
| 4e | Ilaria Sanguineti        | Italie      | BePink Cogeas               | + 53 s          |
| 5e | Ellen van Dijk           | Pays-Bas    | Pays-Bas                    | + 53 s          |
| 6e | Alison Jackson           | Canada      | BePink Cogeas               | + 53 s          |
| 7e | Tiffany Cromwell         | Australie   | Canyon-SRAM Racing          | + 53 s          |
| 8e | Gracie Elvin             | Australie   | Australie                   | + 53 s          |
| 9e | Anna Zita Maria Stricker | Italie      | BTC City Ljubljana          | + 53 s          |
| 10e | Demi de Jong             | Pays-Bas    | Parkhotel Valkenburg-Destil | + 53 s          |

| \| Classement général \| Classement général \| Classement général \| Classement général \| Classement général \| \| Coureuse \| Coureuse \| Pays \| Équipe \| Temps \| \| ------------------ \| ------------------- \| ------------------ \| ----------------------------- \| ------------------ \| \| 1re \| Hayley Simmonds \| Royaume-Uni \| Team WNT \| 9 h 49 min 50 s \| \| 2e \| Lisa Brennauer \| Allemagne \| Canyon-SRAM Racing \| + 18 s \| \| 3e \| Amy Pieters \| Pays-Bas \| Pays-Bas \| + 19 s \| \| 4e \| Roxane Knetemann \| Pays-Bas \| Pays-Bas \| + 25 s \| \| 5e \| Tayler Wiles \| États-Unis \| UnitedHealthcare Women's Team \| + 27 s \| \| 6e \| Lex Albrecht \| Canada \| Tibco-Silicon Valley Bank \| + 31 s \| \| 7e \| Trixi Worrack \| Allemagne \| Canyon-SRAM Racing \| + 32 s \| \| 8e \| Eugenia Bujak \| Pologne \| BTC City Ljubljana \| + 34 s \| \| 9e \| Romy Kasper \| Allemagne \| Allemagne \| + 36 s \| \| 10e \| Katarzyna Pawłowska \| Pologne \| Pologne \| + 39 s \| |                     |             |                               |                 |
| |                     |             |                               |                 |
| Source : ProCyclingStats |                     |             |                               |                 |
| Classement général |                     |             |                               |                 |
| Coureuse | Coureuse            | Pays        | Équipe                        | Temps           |
| 1re | Hayley Simmonds     | Royaume-Uni | Team WNT                      | 9 h 49 min 50 s |
| 2e | Lisa Brennauer      | Allemagne   | Canyon-SRAM Racing            | + 18 s          |
| 3e | Amy Pieters         | Pays-Bas    | Pays-Bas                      | + 19 s          |
| 4e | Roxane Knetemann    | Pays-Bas    | Pays-Bas                      | + 25 s          |
| 5e | Tayler Wiles        | États-Unis  | UnitedHealthcare Women's Team | + 27 s          |
| 6e | Lex Albrecht        | Canada      | Tibco-Silicon Valley Bank     | + 31 s          |
| 7e | Trixi Worrack       | Allemagne   | Canyon-SRAM Racing            | + 32 s          |
| 8e | Eugenia Bujak       | Pologne     | BTC City Ljubljana            | + 34 s          |
| 9e | Romy Kasper         | Allemagne   | Allemagne                     | + 36 s          |
| 10e | Katarzyna Pawłowska | Pologne     | Pologne                       | + 39 s          |

### 4eétape
Le traditionnel contre-la-montre de Schmölln voit Lauren Stephens s'imposer devant Ellen van Dijk et Lisa Brennauer. Cette dernière se réapproprie la tête du classement général,.
| \| Classement de l'étape \| Classement de l'étape \| Classement de l'étape \| Classement de l'étape \| Classement de l'étape \| \| Coureuse \| Coureuse \| Pays \| Équipe \| Temps \| \| --------------------- \| --------------------- \| --------------------- \| ----------------------------- \| --------------------- \| \| 1re \| Lauren Stephens \| États-Unis \| Tibco-Silicon Valley Bank \| 26 min 50 s \| \| 2e \| Ellen van Dijk \| Pays-Bas \| Pays-Bas \| + 1 s \| \| 3e \| Lisa Brennauer \| Allemagne \| Canyon-SRAM Racing \| + 6 s \| \| 4e \| Trixi Worrack \| Allemagne \| Canyon-SRAM Racing \| + 36 s \| \| 5e \| Olga Zabelinskaïa \| Russie \| BePink Cogeas \| + 40 s \| \| 6e \| Mieke Kröger \| Allemagne \| Canyon-SRAM Racing \| + 50 s \| \| 7e \| Hayley Simmonds \| Royaume-Uni \| Team WNT \| + 50 s \| \| 8e \| Tayler Wiles \| États-Unis \| UnitedHealthcare Women's Team \| + 53 s \| \| 9e \| Ann-Sophie Duyck \| Belgique \| Drops \| + 1 min 02 s \| \| 10e \| Ruth Edwards \| États-Unis \| UnitedHealthcare Women's Team \| + 1 min 11 s \| |                   |             |                               |              |
| |                   |             |                               |              |
| Source : ProCyclingStats |                   |             |                               |              |
| Classement de l'étape |                   |             |                               |              |
| Coureuse | Coureuse          | Pays        | Équipe                        | Temps        |
| 1re | Lauren Stephens   | États-Unis  | Tibco-Silicon Valley Bank     | 26 min 50 s  |
| 2e | Ellen van Dijk    | Pays-Bas    | Pays-Bas                      | + 1 s        |
| 3e | Lisa Brennauer    | Allemagne   | Canyon-SRAM Racing            | + 6 s        |
| 4e | Trixi Worrack     | Allemagne   | Canyon-SRAM Racing            | + 36 s       |
| 5e | Olga Zabelinskaïa | Russie      | BePink Cogeas                 | + 40 s       |
| 6e | Mieke Kröger      | Allemagne   | Canyon-SRAM Racing            | + 50 s       |
| 7e | Hayley Simmonds   | Royaume-Uni | Team WNT                      | + 50 s       |
| 8e | Tayler Wiles      | États-Unis  | UnitedHealthcare Women's Team | + 53 s       |
| 9e | Ann-Sophie Duyck  | Belgique    | Drops                         | + 1 min 02 s |
| 10e | Ruth Edwards      | États-Unis  | UnitedHealthcare Women's Team | + 1 min 11 s |

| \| Classement général \| Classement général \| Classement général \| Classement général \| Classement général \| \| Coureuse \| Coureuse \| Pays \| Équipe \| Temps \| \| ------------------ \| ------------------ \| ------------------ \| ----------------------------- \| ------------------ \| \| 1re \| Lisa Brennauer \| Allemagne \| Canyon-SRAM Racing \| 10 h 17 min 04 s \| \| 2e \| Ellen van Dijk \| Pays-Bas \| Pays-Bas \| + 18 s \| \| 3e \| Hayley Simmonds \| Royaume-Uni \| Team WNT \| + 26 s \| \| 4e \| Trixi Worrack \| Allemagne \| Canyon-SRAM Racing \| + 44 s \| \| 5e \| Tayler Wiles \| États-Unis \| UnitedHealthcare Women's Team \| + 56 s \| \| 6e \| Olga Zabelinskaïa \| Russie \| BePink Cogeas \| + 1 min 13 s \| \| 7e \| Roxane Knetemann \| Pays-Bas \| Pays-Bas \| + 1 min 16 s \| \| 8e \| Ann-Sophie Duyck \| Belgique \| Drops \| + 1 min 25 s \| \| 9e \| Amy Pieters \| Pays-Bas \| Pays-Bas \| + 1 min 28 s \| \| 10e \| Ruth Edwards \| États-Unis \| UnitedHealthcare Women's Team \| + 1 min 37 s \| |                   |             |                               |                  |
| |                   |             |                               |                  |
| Source : ProCyclingStats |                   |             |                               |                  |
| Classement général |                   |             |                               |                  |
| Coureuse | Coureuse          | Pays        | Équipe                        | Temps            |
| 1re | Lisa Brennauer    | Allemagne   | Canyon-SRAM Racing            | 10 h 17 min 04 s |
| 2e | Ellen van Dijk    | Pays-Bas    | Pays-Bas                      | + 18 s           |
| 3e | Hayley Simmonds   | Royaume-Uni | Team WNT                      | + 26 s           |
| 4e | Trixi Worrack     | Allemagne   | Canyon-SRAM Racing            | + 44 s           |
| 5e | Tayler Wiles      | États-Unis  | UnitedHealthcare Women's Team | + 56 s           |
| 6e | Olga Zabelinskaïa | Russie      | BePink Cogeas                 | + 1 min 13 s     |
| 7e | Roxane Knetemann  | Pays-Bas    | Pays-Bas                      | + 1 min 16 s     |
| 8e | Ann-Sophie Duyck  | Belgique    | Drops                         | + 1 min 25 s     |
| 9e | Amy Pieters       | Pays-Bas    | Pays-Bas                      | + 1 min 28 s     |
| 10e | Ruth Edwards      | États-Unis  | UnitedHealthcare Women's Team | + 1 min 37 s     |

### 5eétape
En début d'étape, un groupe de quatre coureuses dont Ruth Winder et Lauren Stephens s'échappe. La pluie et les chutes marquent l'étape. Katherine Hall et Ruth Winder sont en tête dans les derniers kilomètres, mais chutent sur les pavés mouillés à quelques mètres de la ligne. Tayler Wiles qui se trouvait alors dans la roue prend ensuite quelques mètres d'avance et s'impose,,. Une autre chute importante se produit dans le peloton. Ellen van Dijk finit deuxième et prend ainsi quelques secondes de bonifications.
| \| Classement de l'étape \| Classement de l'étape \| Classement de l'étape \| Classement de l'étape \| Classement de l'étape \| \| Coureuse \| Coureuse \| Pays \| Équipe \| Temps \| \| --------------------- \| ------------------------ \| --------------------- \| ----------------------------- \| --------------------- \| \| 1re \| Tayler Wiles \| États-Unis \| UnitedHealthcare Women's Team \| 2 h 44 min 33 s \| \| 2e \| Ellen van Dijk \| Pays-Bas \| Pays-Bas \| + 1 s \| \| 3e \| Leah Thomas \| États-Unis \| États-Unis \| + 1 s \| \| 4e \| Katarzyna Pawłowska \| Pologne \| Pologne \| + 1 s \| \| 5e \| Romy Kasper \| Allemagne \| Allemagne \| + 1 s \| \| 6e \| Lisa Brennauer \| Allemagne \| Canyon-SRAM Racing \| + 1 s \| \| 7e \| Agnieszka Skalniak-Sójka \| Pologne \| Pologne \| + 1 s \| \| 8e \| Eva Buurman \| Pays-Bas \| Parkhotel Valkenburg-Destil \| + 1 s \| \| 9e \| Eugenia Bujak \| Pologne \| BTC City Ljubljana \| + 1 s \| \| 10e \| Alison Jackson \| Canada \| BePink Cogeas \| + 1 s \| |                          |            |                               |                 |
| |                          |            |                               |                 |
| Source : ProCyclingStats |                          |            |                               |                 |
| Classement de l'étape |                          |            |                               |                 |
| Coureuse | Coureuse                 | Pays       | Équipe                        | Temps           |
| 1re | Tayler Wiles             | États-Unis | UnitedHealthcare Women's Team | 2 h 44 min 33 s |
| 2e | Ellen van Dijk           | Pays-Bas   | Pays-Bas                      | + 1 s           |
| 3e | Leah Thomas              | États-Unis | États-Unis                    | + 1 s           |
| 4e | Katarzyna Pawłowska      | Pologne    | Pologne                       | + 1 s           |
| 5e | Romy Kasper              | Allemagne  | Allemagne                     | + 1 s           |
| 6e | Lisa Brennauer           | Allemagne  | Canyon-SRAM Racing            | + 1 s           |
| 7e | Agnieszka Skalniak-Sójka | Pologne    | Pologne                       | + 1 s           |
| 8e | Eva Buurman              | Pays-Bas   | Parkhotel Valkenburg-Destil   | + 1 s           |
| 9e | Eugenia Bujak            | Pologne    | BTC City Ljubljana            | + 1 s           |
| 10e | Alison Jackson           | Canada     | BePink Cogeas                 | + 1 s           |

| \| Classement général \| Classement général \| Classement général \| Classement général \| Classement général \| \| Coureuse \| Coureuse \| Pays \| Équipe \| Temps \| \| ------------------ \| ------------------ \| ------------------ \| ----------------------------- \| ------------------ \| \| 1re \| Lisa Brennauer \| Allemagne \| Canyon-SRAM Racing \| 13 h 01 min 35 s \| \| 2e \| Ellen van Dijk \| Pays-Bas \| Pays-Bas \| + 14 s \| \| 3e \| Hayley Simmonds \| Royaume-Uni \| Team WNT \| + 29 s \| \| 4e \| Trixi Worrack \| Allemagne \| Canyon-SRAM Racing \| + 47 s \| \| 5e \| Tayler Wiles \| États-Unis \| UnitedHealthcare Women's Team \| + 48 s \| \| 6e \| Olga Zabelinskaïa \| Russie \| BePink Cogeas \| + 1 min 14 s \| \| 7e \| Roxane Knetemann \| Pays-Bas \| Pays-Bas \| + 1 min 19 s \| \| 8e \| Ann-Sophie Duyck \| Belgique \| Drops \| + 1 min 28 s \| \| 9e \| Amy Pieters \| Pays-Bas \| Pays-Bas \| + 1 min 30 s \| \| 10e \| Ruth Edwards \| États-Unis \| UnitedHealthcare Women's Team \| + 1 min 37 s \| |                   |             |                               |                  |
| |                   |             |                               |                  |
| Source : ProCyclingStats |                   |             |                               |                  |
| Classement général |                   |             |                               |                  |
| Coureuse | Coureuse          | Pays        | Équipe                        | Temps            |
| 1re | Lisa Brennauer    | Allemagne   | Canyon-SRAM Racing            | 13 h 01 min 35 s |
| 2e | Ellen van Dijk    | Pays-Bas    | Pays-Bas                      | + 14 s           |
| 3e | Hayley Simmonds   | Royaume-Uni | Team WNT                      | + 29 s           |
| 4e | Trixi Worrack     | Allemagne   | Canyon-SRAM Racing            | + 47 s           |
| 5e | Tayler Wiles      | États-Unis  | UnitedHealthcare Women's Team | + 48 s           |
| 6e | Olga Zabelinskaïa | Russie      | BePink Cogeas                 | + 1 min 14 s     |
| 7e | Roxane Knetemann  | Pays-Bas    | Pays-Bas                      | + 1 min 19 s     |
| 8e | Ann-Sophie Duyck  | Belgique    | Drops                         | + 1 min 28 s     |
| 9e | Amy Pieters       | Pays-Bas    | Pays-Bas                      | + 1 min 30 s     |
| 10e | Ruth Edwards      | États-Unis  | UnitedHealthcare Women's Team | + 1 min 37 s     |

### 6eétape
L'étape est remportée par Skylar Schneider qui devance ses compagnons d'échappée. Lisa Brennauer conserve sa première place au classement général,.
| \| Classement de l'étape \| Classement de l'étape \| Classement de l'étape \| Classement de l'étape \| Classement de l'étape \| \| Coureuse \| Coureuse \| Pays \| Équipe \| Temps \| \| --------------------- \| --------------------- \| --------------------- \| ----------------------------- \| --------------------- \| \| 1re \| Skylar Schneider \| États-Unis \| États-Unis \| 1 h 51 min 11 s \| \| 2e \| Alison Jackson \| Canada \| BePink Cogeas \| + 0 s \| \| 3e \| Rushlee Buchanan \| Nouvelle-Zélande \| UnitedHealthcare Women's Team \| + 0 s \| \| 4e \| Eva Buurman \| Pays-Bas \| Parkhotel Valkenburg-Destil \| + 2 s \| \| 5e \| Íngrid Drexel \| Mexique \| Tibco-Silicon Valley Bank \| + 2 s \| \| 6e \| Maaike Boogaard \| Pays-Bas \| Pays-Bas \| + 5 s \| \| 7e \| Silvia Valsecchi \| Italie \| BePink Cogeas \| + 5 s \| \| 8e \| Ingrid Lorvik \| Norvège \| Norvège \| + 5 s \| \| 9e \| Sophie de Boer \| Pays-Bas \| Parkhotel Valkenburg-Destil \| + 9 s \| \| 10e \| Anna Christian \| Royaume-Uni \| Drops \| + 9 s \| |                  |                  |                               |                 |
| |                  |                  |                               |                 |
| Source : ProCyclingStats |                  |                  |                               |                 |
| Classement de l'étape |                  |                  |                               |                 |
| Coureuse | Coureuse         | Pays             | Équipe                        | Temps           |
| 1re | Skylar Schneider | États-Unis       | États-Unis                    | 1 h 51 min 11 s |
| 2e | Alison Jackson   | Canada           | BePink Cogeas                 | + 0 s           |
| 3e | Rushlee Buchanan | Nouvelle-Zélande | UnitedHealthcare Women's Team | + 0 s           |
| 4e | Eva Buurman      | Pays-Bas         | Parkhotel Valkenburg-Destil   | + 2 s           |
| 5e | Íngrid Drexel    | Mexique          | Tibco-Silicon Valley Bank     | + 2 s           |
| 6e | Maaike Boogaard  | Pays-Bas         | Pays-Bas                      | + 5 s           |
| 7e | Silvia Valsecchi | Italie           | BePink Cogeas                 | + 5 s           |
| 8e | Ingrid Lorvik    | Norvège          | Norvège                       | + 5 s           |
| 9e | Sophie de Boer   | Pays-Bas         | Parkhotel Valkenburg-Destil   | + 9 s           |
| 10e | Anna Christian   | Royaume-Uni      | Drops                         | + 9 s           |

## Classements finals

### Classement général final
| \| Classement général \| Classement général \| Classement général \| Classement général \| Classement général \| \| Coureuse \| Coureuse \| Pays \| Équipe \| Temps \| \| ------------------ \| ------------------ \| ------------------ \| ----------------------------- \| ------------------ \| \| 1re \| Lisa Brennauer \| Allemagne \| Canyon-SRAM Racing \| 14 h 53 min 00 s \| \| 2e \| Ellen van Dijk \| Pays-Bas \| Pays-Bas \| + 19 s \| \| 3e \| Hayley Simmonds \| Royaume-Uni \| Team WNT \| + 35 s \| \| 4e \| Trixi Worrack \| Allemagne \| Canyon-SRAM Racing \| + 52 s \| \| 5e \| Tayler Wiles \| États-Unis \| UnitedHealthcare Women's Team \| + 52 s \| \| 6e \| Olga Zabelinskaïa \| Russie \| BePink Cogeas \| + 1 min 22 s \| \| 7e \| Roxane Knetemann \| Pays-Bas \| Pays-Bas \| + 1 min 25 s \| \| 8e \| Ann-Sophie Duyck \| Belgique \| Drops \| + 1 min 34 s \| \| 9e \| Amy Pieters \| Pays-Bas \| Pays-Bas \| + 1 min 36 s \| \| 10e \| Ruth Edwards \| États-Unis \| UnitedHealthcare Women's Team \| + 1 min 43 s \| |                   |             |                               |                  |
| |                   |             |                               |                  |
| Source : ProCyclingStats |                   |             |                               |                  |
| Classement général |                   |             |                               |                  |
| Coureuse | Coureuse          | Pays        | Équipe                        | Temps            |
| 1re | Lisa Brennauer    | Allemagne   | Canyon-SRAM Racing            | 14 h 53 min 00 s |
| 2e | Ellen van Dijk    | Pays-Bas    | Pays-Bas                      | + 19 s           |
| 3e | Hayley Simmonds   | Royaume-Uni | Team WNT                      | + 35 s           |
| 4e | Trixi Worrack     | Allemagne   | Canyon-SRAM Racing            | + 52 s           |
| 5e | Tayler Wiles      | États-Unis  | UnitedHealthcare Women's Team | + 52 s           |
| 6e | Olga Zabelinskaïa | Russie      | BePink Cogeas                 | + 1 min 22 s     |
| 7e | Roxane Knetemann  | Pays-Bas    | Pays-Bas                      | + 1 min 25 s     |
| 8e | Ann-Sophie Duyck  | Belgique    | Drops                         | + 1 min 34 s     |
| 9e | Amy Pieters       | Pays-Bas    | Pays-Bas                      | + 1 min 36 s     |
| 10e | Ruth Edwards      | États-Unis  | UnitedHealthcare Women's Team | + 1 min 43 s     |

### Points UCI
| Position,          | 1er | 2e | 3e | 4e | 5e | 6e | 7e | 8e | 9e | 10e | 11e | 12e | 13e | 14e | 15e | 16e | 17e | 18e |  |
| Classement général | 80  | 60 | 45 | 35 | 30 | 25 | 21 | 18 | 15 | 12  | 10  | 8   | 6   | 5   | 4   | 3   | 2   | 1   |  |
| Par étape          | 16  | 12 | 8  | 6  | 5  | 4  | 3  | 2  |    |     |     |     |     |     |     |     |     |     |  |
| Leader, par étape  | 4   |    |    |    |    |    |    |    |    |     |     |     |     |     |     |     |     |     |  |

### Classements annexes

#### Classement des sprints
| Classement des sprints | Classement des sprints | Classement des sprints | Classement des sprints | Classement des sprints |
| ---------------------- | ---------------------- | ---------------------- | ---------------------- | ---------------------- |
|                        | Coureur                | Pays                   | Équipe                 | Point(s)               |
| 1er                    | Eugenia Bujak          | Pologne                | BTC City Ljubljana     | 19 points              |
| 2e                     | Amy Pieters            | Pays-Bas               | Pays-Bas               | 18 pts                 |
| 3e                     | Lisa Brennauer         | Allemagne              | Canyon-SRAM Racing     | 16 pts                 |
| modifier               |                        |                        |                        |                        |

#### Classement de la meilleure grimpeuse
| Classement de la meilleure grimpeuse | Classement de la meilleure grimpeuse | Classement de la meilleure grimpeuse | Classement de la meilleure grimpeuse | Classement de la meilleure grimpeuse |
| ------------------------------------ | ------------------------------------ | ------------------------------------ | ------------------------------------ | ------------------------------------ |
|                                      | Coureur                              | Pays                                 | Équipe                               | Point(s)                             |
| 1er                                  | Tayler Wiles                         | États-Unis                           | UnitedHealthcare                     | 31 points                            |
| 2e                                   | Lucy Kennedy                         | Australie                            | Australie                            | 26 pts                               |
| 3e                                   | Beate Zanner                         | Allemagne                            | Maxx-Solar                           | 14 pts                               |
| modifier                             |                                      |                                      |                                      |                                      |

#### Classement par équipes
| Classement par équipes | Classement par équipes | Classement par équipes | Classement par équipes |
| Équipe                 | Équipe                 | Pays                   | Temps                  |
| ---------------------- | ---------------------- | ---------------------- | ---------------------- |
| 1re                    | Canyon-SRAM            | Allemagne              | 44 h 41 min 41 s       |
| 2e                     | Pays-Bas               | Pays-Bas               | + 51 s                 |
| 3e                     | UnitedHealthcare       | États-Unis             | + 2 min 09 s           |

## Évolution des classements
| Étape            | Vainqueur        | Classement général | Classement des sprints | Classement de la montagne | Classement de la meilleure jeune | Classement de la coureuse la plus active | Classement de la meilleure allemande | Classement de la meilleure équipe |
| ---------------- | ---------------- | ------------------ | ---------------------- | ------------------------- | -------------------------------- | ---------------------------------------- | ------------------------------------ | --------------------------------- |
| P                | Lisa Brennauer   | Lisa Brennauer     | non attribué           | non attribué              | Emma White                       | non attribué                             | Lisa Brennauer                       | Canyon-SRAM Racing                |
| 1re              | Tiffany Cromwell | Lisa Brennauer     | Amy Pieters            | Tayler Wiles              | Nina Buijsman                    | Ursa Pintar                              | Lisa Brennauer                       | Canyon-SRAM Racing                |
| 2e               | Lex Albrecht     | Lisa Brennauer     | Amy Pieters            | Tayler Wiles              | Nina Buijsman                    | ?                                        | Lisa Brennauer                       | Pays-Bas                          |
| 3e               | Hayley Simmonds  | Hayley Simmonds    | Amy Pieters            | Tayler Wiles              | Nina Buijsman                    | Aafke Soet                               | Lisa Brennauer                       | Pays-Bas                          |
| 4e               | Lauren Stephens  | Lisa Brennauer     | Amy Pieters            | Tayler Wiles              | Emma White                       | Aafke Soet                               | Lisa Brennauer                       | Canyon-SRAM Racing                |
| 5e               | Tayler Wiles     | Lisa Brennauer     | Amy Pieters            | Tayler Wiles              | Emma White                       | Leah Thomas                              | Lisa Brennauer                       | Canyon-SRAM Racing                |
| 6e               | Skylar Schneider | Lisa Brennauer     | Eugenia Bujak          | Tayler Wiles              | Emma White                       |                                          | Lisa Brennauer                       | Canyon-SRAM Racing                |
| Classement final | Classement final | Lisa Brennauer     | Eugenia Bujak          | Tayler Wiles              | Emma White                       |                                          | Lisa Brennauer                       | Canyon-SRAM Racing                |

## Liste des participantes
| Légende                                          | Légende | Légende                                | Légende                                                                                              |
| ------------------------------------------------ | --- | -------------------------------------- | --- |
| Num                                              | Dossard de départ porté par la coureuse sur ce Tour de Thuringe féminin                                         | Pos                                    | Position finale au classement général                                                                |
| Leader du classement général                     | Indique la vainqueur du classement général                                                                      | Leader du classement de la montagne    | Indique la vainqueur du classement de la montagne                                                    |
| Leader du classement des sprints                 | Indique la vainqueur du classement des sprints                                                                  | Leader du classement du meilleur jeune | Indique la vainqueur du classement de la meilleure jeune                                             |
| Coureur élu combatif lors de la précédente étape | Indique la coureuse la plus combative                                                                           |                                        | Indique la vainqueur du classement de la meilleure allemande                                         |
|                                                  | Indique un maillot de champion national ou mondial, suivi de sa spécialité                                      | #                                      | Indique la meilleure équipe                                                                          |
| NP                                               | Indique une coureuse qui n'a pas pris le départ d'une étape, suivi du numéro de l'étape où elle s'est retirée   | AB                                     | Indique une coureuse qui n'a pas terminé une étape, suivi du numéro de l'étape où elle s'est retirée |
| HD                                               | Indique un coureuse qui a terminé une étape hors des délais, suivi du numéro de l'étape                         | DSQ                                    | Indique un coureur qui a été disqualifié de la course, suivi du numéro de l'étape                    |
| *                                                | Indique un coureuse en lice pour le classement de la meilleure jeune (coureuses nées après le 1er janvier 1995) |                                        | |

| Canyon-SRAM Racing LPR | Canyon-SRAM Racing LPR | Canyon-SRAM Racing LPR |
| ---------------------- | ---------------------- | ---------------------- |
| Num                    | Coureur                | Pos                    |
| 1                      | Lisa Brennauer (GER)   | 1re                    |
| 2                      | Trixi Worrack (GER )   | 4e                     |
| 3                      | Tiffany Cromwell (AUS) | 20e                    |
| 4                      | Leah Thorvilson (USA ) | 75e                    |
| 5                      | Mieke Kröger (GER)     | 73e                    |

| Bepink BPK | Bepink BPK              | Bepink BPK |
| ---------- | ----------------------- | ---------- |
| Num        | Coureur                 | Pos        |
| 11         | Olga Zabelinskaya (RUS) | 6e         |
| 12         | Silvia Valsecchi (ITA)  | 64e        |
| 13         | Alison Jackson (CAN)    | 15e        |
| 14         | Ilaria Sanguineti (ITA) | 59e        |
| 15         | Tatiana Shamanova (RUS) | 80e        |
| 16         | Tereza Medvedova (SVK)  | 67e        |

| BTC City Ljubljana BTC | BTC City Ljubljana BTC         | BTC City Ljubljana BTC |
| ---------------------- | ------------------------------ | ---------------------- |
| Num                    | Coureur                        | Pos                    |
| 21                     | Eugenia Bujak (POL)            | 12e                    |
| 22                     | Corinna Lechner (GER)          | 52e                    |
| 23                     | Anna Zita Maria Stricker (ITA) | AB-5                   |
| 24                     | Polona Batagelj (SLO) (route)  | 32e                    |
| 25                     | Ursa Pintar (SLO)              | NP-5                   |
| 26                     | Mia Radotic (CRO) (route)      | 77e                    |

| Sélection nationale néerlandaise | Sélection nationale néerlandaise | Sélection nationale néerlandaise |
| -------------------------------- | -------------------------------- | -------------------------------- |
| Num                              | Coureur                          | Pos                              |
| 31                               | Winanda Spoor (NED)              | 87e                              |
| 32                               | Ellen van Dijk (NED)             | 2e                               |
| 33                               | Maaike Boogaard (NED)            | 58e                              |
| 34                               | Roxane Knetemann (NED)           | 7e                               |
| 35                               | Amy Pieters (NED)                | 9e                               |
| 36                               | Willeke Knol (NED)               | 85e                              |

| UnitedHealthcare UHC | UnitedHealthcare UHC   | UnitedHealthcare UHC |
| -------------------- | ---------------------- | -------------------- |
| Num                  | Coureur                | Pos                  |
| 41                   | Katie Hall (USA)       | 29e                  |
| 42                   | Ruth Winder (USA)      | 10e                  |
| 43                   | Tayler Wiles (USA)     | 5e                   |
| 44                   | Rushlee Buchanan (NZL) | 61e                  |
| 45                   | Lauretta Hanson (AUS)  | 82e                  |
| 46                   | Lauren Hall (USA)      | 72e                  |

| Sélection nationale américaine | Sélection nationale américaine | Sélection nationale américaine |
| ------------------------------ | ------------------------------ | ------------------------------ |
| Num                            | Coureur                        | Pos                            |
| 51                             | Skylar Schneider (USA)         | 62e                            |
| 52                             | Samantha Schneider (USA)       | NP-1                           |
| 53                             | Leah Thomas (USA)              | 14e                            |
| 54                             | Hannah Arensman (USA)          | 74e                            |
| 55                             | Holly Breck (USA)              | NP-4                           |
| 56                             | Emma White (USA)               | 16e                            |

| Drops DRP | Drops DRP                    | Drops DRP |
| --------- | ---------------------------- | --------- |
| Num       | Coureur                      | Pos       |
| 61        | Anna Christian (GBR)         | 28e       |
| 62        | Ann-Sophie Duyck (BEL)       | 8e        |
| 63        | Abby-Mae Parkinson (GBR)     | 34e       |
| 64        | Laura Massey (GBR)           | 36e       |
| 65        | Hannah Payton (GBR)          | 45e       |
| 66        | Martina Ritter (AUT) (route) | 23e       |

| Sélection nationale allemande | Sélection nationale allemande | Sélection nationale allemande |
| ----------------------------- | ----------------------------- | ----------------------------- |
| Num                           | Coureur                       | Pos                           |
| 71                            | Liane Lippert (GER)           | 18e                           |
| 72                            | Christa Riffel (GER)          | NP-2                          |
| 73                            | Jacqueline Diertrich (GER)    | 35e                           |
| 74                            | Romy Kasper (GER)             | 22e                           |
| 75                            | Stephanie Paul (GER)          | 63e                           |

| Tibco-Silicon Valley Bank TIB | Tibco-Silicon Valley Bank TIB  | Tibco-Silicon Valley Bank TIB |
| ----------------------------- | ------------------------------ | ----------------------------- |
| Num                           | Coureur                        | Pos                           |
| 81                            | Lauren Stephens (USA)          | 48e                           |
| 82                            | Lex Albrecht (CAN)             | 13e                           |
| 83                            | Ingrid Drexel (MEX)            | 43e                           |
| 84                            | Kathrin Hammes (GER)           | 26e                           |
| 85                            | Nicolle Bruderer (GUA) (route) | 84e                           |
| 86                            | Brianna Walle (USA)            | 51e                           |

| Équipe Storey | Équipe Storey                | Équipe Storey |
| ------------- | ---------------------------- | ------------- |
| Num           | Coureur                      | Pos           |
| 91            | Elizabeth-Jayne Harris (GBR) | 55e           |
| 92            | Monica Dew (GBR)             | AB-2          |
| 93            | Elizabeth Banks (GBR)        | 27e           |
| 94            | Ffion James (GBR)            | 68e           |
| 95            | Chanel Mason (GBR)           | 56e           |
| 96            | Bethany Crumpton (GBR)       | 70e           |

| Parkhotel Valkenburg-Destil PVD | Parkhotel Valkenburg-Destil PVD | Parkhotel Valkenburg-Destil PVD |
| ------------------------------- | ------------------------------- | ------------------------------- |
| Num                             | Coureur                         | Pos                             |
| 101                             | Aafke Soet (NED)                | 66e                             |
| 102                             | Eva Buurman (NED)               | 17e                             |
| 103                             | Nina Buysman (NED)              | 19e                             |
| 104                             | Esther van Veen (NED)           | 49e                             |
| 105                             | Demi de Jong (NED)              | 31e                             |
| 106                             | Sophie de Boer (NED)            | 53e                             |

| Sélection nationale australienne | Sélection nationale australienne | Sélection nationale australienne |
| -------------------------------- | -------------------------------- | -------------------------------- |
| Num                              | Coureur                          | Pos                              |
| 111                              | Lisen Hockings (AUS)             | NP-6                             |
| 112                              | Lucy Kennedy (AUS)               | 21e                              |
| 113                              | Shannon Malseed (AUS)            | 38e                              |
| 114                              | Grace Brown (AUS)                | 69e                              |
| 115                              | Gracie Elvin (AUS)               | 46e                              |
| 116                              | Rachel Neylan (AUS)              | 25e                              |

| Bizkaia - Durango BPD | Bizkaia - Durango BPD           | Bizkaia - Durango BPD |
| --------------------- | ------------------------------- | --------------------- |
| Num                   | Coureur                         | Pos                   |
| 121                   | Margarita Victoria Garcia (ESP) | 24e                   |
| 122                   | Lorena Llamas (ESP)             | 44e                   |
| 123                   | Axelle Dubau (FRA)              | 76e                   |
| 124                   | Paola Muñoz (CHI) (route)       | AB-1                  |
| 125                   | Carla Oberholzer (RSA)          | 88e                   |
| 126                   | Roos Hoogboom (NED)             | 50e                   |

| d.velop - cycle cafe ladies | d.velop - cycle cafe ladies | d.velop - cycle cafe ladies |
| --------------------------- | --------------------------- | --------------------------- |
| Num                         | Coureur                     | Pos                         |
| 131                         | Wiebke Rodieck (GER)        | 60e                         |
| 132                         | Inga Rodieck (GER)          | AB-2                        |
| 133                         | Betina Wesselhoeft (GER)    | 79e                         |
| 134                         | Bianca Lust (NED)           | 83e                         |
| 135                         | Katharina Venjakob (GER)    | AB-2                        |
| 136                         | Carolin Dietmann (GER)      | 54e                         |

| WNT | WNT                        | WNT |
| --- | -------------------------- | --- |
| Num | Coureur                    | Pos |
| 141 | Hayley Simmonds (GBR)      | 3e  |
| 142 | Hayley Jones (GBR)         | 47e |
| 143 | Rebecca Carter (NED)       | 86e |
| 144 | Natalie Grinczer (GBR)     | 39e |
| 145 | Lydia Boylan (IRL) (route) | 71e |
| 146 | Anna Badegruber (AUT)      | 89e |

| Sélection nationale norvégienne | Sélection nationale norvégienne | Sélection nationale norvégienne |
| ------------------------------- | ------------------------------- | ------------------------------- |
| Num                             | Coureur                         | Pos                             |
| 151                             | Ingrid Moe (NOR)                | 40e                             |
| 152                             | Ingrid Lorvik (NOR)             | 37e                             |
| 153                             | Stine Borgli (NOR)              | 33e                             |
| 154                             | Marie Flataas (NOR)             | AB-3                            |
| 155                             | Martine Fon (NOR)               | AB-3                            |
| 156                             | Malin Eriksen (NOR)             | 90e                             |

| Sélection nationale polonaise | Sélection nationale polonaise | Sélection nationale polonaise |
| ----------------------------- | ----------------------------- | ----------------------------- |
| Num                           | Coureur                       | Pos                           |
| 161                           | Katarzyna Pawłowska (POL)     | 11e                           |
| 162                           | Daria Pikulik (POL)           | AB-2                          |
| 163                           | Agnieszka Skalniak (POL)      | 30e                           |
| 164                           | Aurela Nerlo (POL)            | AB-5                          |
| 165                           | Marta Lach (POL)              | 42e                           |
| 166                           | Karolina Perekitko (POL)      | 57e                           |

| Maxx-Solar | Maxx-Solar                   | Maxx-Solar |
| ---------- | ---------------------------- | ---------- |
| Num        | Coureur                      | Pos        |
| 171        | Luisa Beck (GER)             | 81e        |
| 172        | Lisa Fischer (GER)           | 78e        |
| 173        | Theres Klein (GER)           | 65e        |
| 174        | Carolin Schiff (GER)         | NP-6       |
| 175        | Gunn-Rita Dahle Flesjå (NOR) | AB-5       |
| 176        | Beate Zanner (GER)           | 41e        |

Source.

## Organisation et règlement

### Comité d'organisation
Le comité d'organisation est dirigé par l'ancienne coureuse professionnelle Vera Hohlfeld.

### Règlement de la course

#### Délais
Lors d'une course cycliste, les coureurs sont tenus d'arriver dans un laps de temps imparti à la suite du premier pour pouvoir être classés. Les délais prévus sont de 20 % pour toutes les étapes à l'exception du contre-la-montre de l'étape 4, où ils sont de 35 % et du prologue où aucun délai ne s'applique.

#### Classements et bonifications
Le classement général individuel au temps est calculé par le cumul des temps enregistrés dans chacune des étapes parcourues. Des bonifications et d'éventuelles pénalisations sont incluses dans le calcul du classement. Le coureur qui est premier de ce classement est porteur du maillot jaune vif. En cas d'égalité au temps, la somme des places obtenues sur chaque étape départage les concurrentes. En cas de nouvelle égalité, la place lors de la dernière étape sert de critère pour décider de la vainqueur.
Des bonifications sont attribuées dans cette épreuve. Chaque arrivée d'étape donne lieu à dix secondes, six secondes et quatre secondes pour les trois premières coureuses classées. Par ailleurs, durant la course, il existe des sprints intermédiaires dont les trois premiers sont récompensés respectivement de trois secondes, deux secondes et une seconde.

##### Classement des sprints
Le maillot bleu, récompense le classement des sprints. Celui-ci se calcule selon le classement lors de sprints intermédiaires et lors des arrivées d'étape. Les trois premiers coureurs des sprints intermédiaires reçoivent respectivement 3, 2 et un point. Lors d'une arrivée d'étape, les cinq premières se voient accorder des points selon le décompte suivant : 5, 4, 3, 2 et 1 point.

##### Classement de la meilleure grimpeuse
Le classement de la meilleure grimpeuse, ou classement des monts, est un classement spécifique basé sur les arrivées au sommet des ascensions répertoriées dans l'ensemble de la course. Elles sont classés en trois catégories. Les ascensions de première catégorie rapportent respectivement 7, 5, 3, 2 points aux quatre premières coureuses, celles de deuxième catégorie 5, 3 et 2 points enfin celles de troisième catégorie 3, 2 et 1 point. Le premier du classement des monts est détenteur du maillot jaune et noir.

##### Classement de la meilleure jeune
Le classement de la meilleure jeune ne concerne qu'une certaine catégorie de coureuses, celles étant âgées de moins de 23 ans. C'est-à-dire aux coureuses nées après le 1er janvier 1995. Ce classement, basé sur le classement général, attribue au premier un maillot rouge.

##### Classement de la meilleure Allemande
Le classement de la meilleure Allemande ne concerne que les coureuses de nationalité allemande. Il confère un maillot blanc et bleu à la meilleure Allemande durant l'étape précédente. La victoire finale de ce classement est attribuée en fonction du classement général.

##### Classement de la coureuse la plus active
Le jury attribue à l'issue de chaque étape la concurrente porteuse du maillot en fonction de son activité durant l'étape. Il attribue un maillot blanc et vert.

##### Classement de la meilleure équipe
La meilleure équipe est désignée en additionnant les temps au classement général des trois meilleures coureuses de chaque formation.

##### Répartition des maillots
Chaque coureuse en tête d'un classement est porteuse du maillot ou du dossard distinctif correspondant. Cependant, dans le cas où une coureuse dominerait plusieurs classements, celle-ci ne porte qu'un seul maillot distinctif, selon une priorité de classements. Le classement général au temps est le classement prioritaire, suivi du classement des sprints, du classement général du meilleur grimpeur, du classement de la meilleure jeune, du classement de la coureuse la plus active et du classement de la meilleure Allemande. Si ce cas de figure se produit, le maillot correspondant au classement annexe de priorité inférieure n'est pas porté par celui qui domine ce classement mais par son deuxième.

#### Primes
La meilleure amateur de chaque reporte une prime de 100 €. Les trois meilleures amateures au classement général final remportent 200, 150 et 100 €.

## Partenaires
Le maillot de la leader du classement général est parrainé le lotto de Thuringe. Le fabricant d'outillage industriel WNT est celui du maillot des sprints. Le maillot de la meilleure grimpeuse est soutenue par le constructeur automobile Opel et son concessionnaire Vogel, qui prête également les voitures pour l'organisation. La caisse d'assurance maladie IKK  est partenaire du maillot de la meilleure Allemande. Le partenaire du maillot de la coureuse la plus active est la brasserie Saalfelder. Enfin, la banque Sparkasse parraine le maillot de la meilleure jeune.